# Mandatiwu
Mandatiwu (syng. මණ්ඩතිව්, tamil. மண்டைதீவு, Maṇṭaittīvu; ang. Mandaitivu) – mała wyspa w Sri Lance położona na wybrzeżu półwyspu Dżafna, w Prowincji Północnej. Jest połączona ze stałym lądem groblą. Zajmuje powierzchnię 7,56 km². W 2012 roku wyspę zamieszkiwały 1524 osoby.
W sierpniu 2006 rozegrała się tu bitwa pomiędzy wojskiem a Tamilskimi Tygrysami. Strategiczne znaczenie wyspy spowodowało, że marynarka wojenna podjęła w 2011 roku decyzję o budowie tu bazy wojskowej.